# Mitchell Lichtenstein
Mitchell Lichtenstein (* 10. března 1956) je americký filmový herec, režisér a scenárista. Narodil se jako druhý syn výtvarníka Roye Lichtensteina a jeho první manželky Isabel (měl staršího bratra Davida). Studoval herectví na Bennington College v Benningtonu ve státě Vermont. Svou hereckou kariéru zahájil v osmdesátých letech; hrál například epizodní role v seriálech Miami Vice (1984) a The Equalizer (1987). Později hrál také v různých filmech. Roku 2007 natočil svůj celovečerní režijní debut, horror Intimní tajemství. O dva roky později byl představen film Slzy radosti, jehož název (původní anglický Happy Tears) odkazuje na jeden z obrazů jeho otce.

## Herecká filmografie
- Na zdraví - seriál (1982)
- Šikana (1983)
- Streamers (1983)
- Miami Vice - seriál (1984)
- Koumáci (1984)
- The Eqalizer - seriál (1985)
- Právo a pořádek - seriál (1990)
- Blue Bayou (1990)
- Zločin v ulicích - seriál (1993)
- Svatební hostina (1993)
- Ratchet (1996)
- Bezva polda (1999)

## Režijní filmografie
- Intimní tajemství (2007)
- Slzy radosti (2009)
- Angelica (2014)

## Scenáristická filmografie
- Angelica (2014)